# Copa Simón Bolívar 2024 (Bolivia)
La Copa Simón Bolívar 2024 fue la 36.ª edición de los campeonatos de ascenso del fútbol boliviano. El torneo inicio el 10 de mayo y finalizó el 1 de diciembre. Esta edición del torneo, igual que el año anterior, tuvo la ampliación de los equipos participantes, ampliándose de 36 a 45, incluyéndose a los quintos lugares de las categorías máximas de las asociaciones departamentales (pero, finalmente, participaron 42 equipos). El campeón en esta edición fue ABB de la Paz.
Tuvo una primera fase, segunda fase con 24 equipos en 6 grupos (que arrancó el 16 de agosto de 2024) y, una última fase de, play offs (octavos, cuartos, semifinal y final) en encuentros de ida y vuelta. ABB de la Paz se consagró campeón de la Copa Simón Bolívar al derrotar a Totora Real Oruro por 3 a 0 en la final de vuelta jugada en el estadio Municipal de Villa Ingenio, en El Alto. En el global el equipo paceño, que había caído en la ida 2 a 0, se impuso por 3 a 2.
Fruto de esta copa se dieron los ascensos y descensos de la División Profesional de Bolivia 2024, con el encuentro por el descenso indirecto entre Royal Pari y Totora Real Oruro.

## Equipos participantes
Un total de 66 equipos participaron del torneo.

### Información
| Asociación                                    | Pos.                  | Club                                          | Ciudad                  | Entrenador           |
| --------------------------------------------- | --------------------- | --------------------------------------------- | ----------------------- | -------------------- |
| Beni Asociación Beniana de Fútbol             | 1.°                   | Universitario (UAB)                           | Trinidad                | Bandera de ?         |
| Beni Asociación Beniana de Fútbol             | 2.°                   | Germán Busch                                  | Trinidad                | Ricardo da Rocha     |
| Beni Asociación Beniana de Fútbol             | 3.°                   | San Lorenzo                                   | Trinidad                | Kevin Vidaña         |
| Beni Asociación Beniana de Fútbol             | 4.°                   | Alianza Beni                                  | Trinidad                | Christian Reynaldo   |
| Beni Asociación Beniana de Fútbol             | Campeón provincial    | 3 de Febrero FC                               | Riberalta               | Silvestre Justiniano |
| Beni Asociación Beniana de Fútbol             | Subcampeón provincial | BOR                                           | Guayaramerín            | Hernán Oliveira      |
| Chuquisaca Asociación Chuquisaqueña de Fútbol | 1.°                   | Atlético Sucre                                | Sucre                   | Miguel Urdininea     |
| Chuquisaca Asociación Chuquisaqueña de Fútbol | 2.°                   | Fancesa                                       | Sucre                   | Álex Martínez        |
| Chuquisaca Asociación Chuquisaqueña de Fútbol | 3.°                   | Universitario (USFX)                          | Sucre                   | Javier Vega          |
| Chuquisaca Asociación Chuquisaqueña de Fútbol | 4.°                   | Deportivo Alemán                              | Villa Serrano           | Mauricio Candia      |
| Chuquisaca Asociación Chuquisaqueña de Fútbol | 5.°                   | Nacional Sucre                                | Sucre                   | Juan Pablo Grass     |
| Chuquisaca Asociación Chuquisaqueña de Fútbol | 6.°                   | Stormers                                      | Sucre                   | Víctor Vera Serrudo  |
| Chuquisaca Asociación Chuquisaqueña de Fútbol | Campeón provincial    | Real Monteagudo                               | Monteagudo              | Richard Blanco       |
| Chuquisaca Asociación Chuquisaqueña de Fútbol | Subcampeón provincial | Karapanzas                                    | Trabuco                 | Ronal Santos         |
| Cochabamba Asociación de Fútbol Cochabamba    | 1.°                   | Pasión Celeste                                | Cochabamba              | Christian Vargas     |
| Cochabamba Asociación de Fútbol Cochabamba    | 2.°                   | Municipal Tiquipaya                           | Tiquipaya               | Bernardo Aguirre     |
| Cochabamba Asociación de Fútbol Cochabamba    | 3.°                   | Cala Cala                                     |                         | Bandera de ?         |
| Cochabamba Asociación de Fútbol Cochabamba    | 4.°                   | Enrique Happ del Trópico                      | Entre Ríos              | Bandera de ?         |
| Cochabamba Asociación de Fútbol Cochabamba    | 5.°                   | Municipal Colcapirhua                         | Colcapirhua             | Bandera de ?         |
| Cochabamba Asociación de Fútbol Cochabamba    | 6.°                   | Nueva Cliza                                   | Cliza                   | Bandera de ?         |
| Cochabamba Asociación de Fútbol Cochabamba    | Campeón provincial    | Millonarios Vinto                             | Vinto                   | Bandera de ?         |
| Cochabamba Asociación de Fútbol Cochabamba    | Subcampeón provincial | Amanecer Vinto                                | Vinto                   | Bandera de ?         |
| La Paz Asociación de Fútbol de La Paz         | 1.°                   | FATIC                                         | El Alto                 | Miguel Mendoza       |
| La Paz Asociación de Fútbol de La Paz         | 2.°                   | Hiska Nacional                                | La Paz                  | Luis Cristaldo       |
| La Paz Asociación de Fútbol de La Paz         | 3.°                   | Chaco Petrolero                               | El Alto                 | Bandera de ?         |
| La Paz Asociación de Fútbol de La Paz         | 4.°                   | El Tejar                                      | El Alto                 | Gonzalo Ferrufino    |
| La Paz Asociación de Fútbol de La Paz         | 5.°                   | ABB                                           | El Alto                 | David Condori        |
| La Paz Asociación de Fútbol de La Paz         | 6°                    | Virgen de Chijipata                           |                         | Joao Ribeiro         |
| La Paz Asociación de Fútbol de La Paz         | Campeón provincial    | Sporting Coroico                              | Coroico                 | Bandera de ?         |
|                                               | Subcampeón provincial | Municipal Pucarani                            | Pucarani                | Santiago Mendoza     |
| Oruro Asociación de Fútbol Oruro              | 1.°                   | Totora Real Oruro                             | Totora                  | Denys Heredia        |
| Oruro Asociación de Fútbol Oruro              | 2.°                   | Sur-Car                                       | Oruro                   | Ángel Cubillas       |
| Oruro Asociación de Fútbol Oruro              | 3.°                   | Oruro Royal                                   | Oruro                   | Boris Yucra          |
| Oruro Asociación de Fútbol Oruro              | 4.°                   | Ingenieros                                    | Oruro                   | Williams Martínez    |
| Oruro Asociación de Fútbol Oruro              | Campeón provincial    | Unión Huayllamarca                            | Huayllamarca            | Rubén Urbano         |
| Oruro Asociación de Fútbol Oruro              | Subcampeón provincial | Bolívar Antequera                             | Antequera               | Grover Paco Nina     |
| Pando Asociación de Fútbol Pando              | 1.°                   | Vaca Díez                                     | Cobija                  | René Gonzales        |
| Pando Asociación de Fútbol Pando              | 2.°                   | Moto Club                                     | Cobija                  | Jorge Klisman Vaca   |
| Pando Asociación de Fútbol Pando              | 3.°                   | Universitario de Pando                        | Cobija                  | Bandera de ?         |
| Pando Asociación de Fútbol Pando              | 4.°                   | Noroeste Santa Nelly                          |                         | Bandera de ?         |
| Pando Asociación de Fútbol Pando              | Campeón provincial    | Municipal El Sena                             | Sena                    | Bandera de ?         |
| Pando Asociación de Fútbol Pando              | Subcampeón provincial | Vendaval Porvenir                             | Porvenir                | Bandera de ?         |
| Potosí Asociación de Fútbol Potosí            | 1.°                   | Real Potosí                                   | Potosí                  | Cleibson Ferreira    |
| Potosí Asociación de Fútbol Potosí            | 2.°                   | Wilstermann Cooperativas                      | Potosí                  | Josué Cardán         |
| Potosí Asociación de Fútbol Potosí            | 3.°                   | Stormers San Lorenzo                          | Catavi                  | Ilderin Mendoza      |
| Potosí Asociación de Fútbol Potosí            | 4.°                   | Interfi                                       | Potosí                  | Bandera de ?         |
| Potosí Asociación de Fútbol Potosí            | 5.°                   | Rosario Central                               | Llallagua               | Bandera de ?         |
| Potosí Asociación de Fútbol Potosí            | 6.°                   | Ferrocarril Palmeiras Independiente Unificada |                         | Luis Carvajal        |
| Potosí Asociación de Fútbol Potosí            | Campeón provincial    | Río San Juan Humi                             | Villazón                | Daniel Gómez         |
| Potosí Asociación de Fútbol Potosí            | Subcampeón provincial | Luis Pavia                                    | Villazón                | Ernesto Yanquipacha  |
| Santa Cruz Asociación Cruceña de Fútbol       | 1.°                   | Ciudad Nueva Santa Cruz Academia FC           | Warnes                  | Bandera de ?         |
| Santa Cruz Asociación Cruceña de Fútbol       | 2.°                   | Nueva Santa Cruz                              | Warnes                  | Rolando Campos       |
| Santa Cruz Asociación Cruceña de Fútbol       | 3.°                   | Atlético Juniors                              | Santa Cruz de la Sierra | Diter Alquiza        |
| Santa Cruz Asociación Cruceña de Fútbol       | 4.°                   | Torre Fuerte                                  | Santa Cruz de la Sierra | Martín Lígori        |
| Santa Cruz Asociación Cruceña de Fútbol       | 5.°                   | Destroyers                                    | Santa Cruz de la Sierra | Claudio Rodríguez    |
| Santa Cruz Asociación Cruceña de Fútbol       | 6.°                   | 24 de Septiembre                              | Santa Cruz de la Sierra | Bandera de ?         |
| Santa Cruz Asociación Cruceña de Fútbol       | Campeón provincial    | River 66 San Julian                           | San Julián              | Bandera de ?         |
| Tarija Asociación Tarijeña de Fútbol          | 1.°                   | Municipal                                     | Tarija                  | José Antonio Sánchez |
| Tarija Asociación Tarijeña de Fútbol          | 2.°                   | Universitario (UAJMS)                         | Tarija                  | Richard Rojas        |
| Tarija Asociación Tarijeña de Fútbol          | 3.°                   | Atlético Bermejo                              | Bermejo                 | Marcelo Cirelli      |
| Tarija Asociación Tarijeña de Fútbol          | 4.°                   | Pumas Chapacos                                | Tarija                  | Wilfredo García      |
| Tarija Asociación Tarijeña de Fútbol          | 5.°                   | Ciclón                                        | Tarija                  | Milton Maygua        |
| Tarija Asociación Tarijeña de Fútbol          | 6.°                   | García Agreda                                 | Tarija                  | Luis Palacios        |
| Tarija Asociación Tarijeña de Fútbol          | Campeón provincial    | Petrolero de Yacuiba                          | Yacuiba                 | Alexis Sánchez       |
| Tarija Asociación Tarijeña de Fútbol          | Subcampeón provincial | Comercio Bermejo                              | Bermejo                 | Alberto Enríquez     |

### Cambios de entrenadores
| Equipo            | Entrenador (Jornadas) | Fecha de Salida  | Tipo de Salida | Entrenador          | Fecha de Entrada |
| ----------------- | --------------------- | ---------------- | -------------- | ------------------- | ---------------- |
| Municipal         | José Antonio Sánchez  | 14 de mayo       | Rescisión      | Juan Maraude        | 14 de mayo       |
| Real Potosí       | Cleibson Ferreira     | 26 de junio      | Rescisión      | Víctor Hugo Andrada | 18 de julio      |
| Real Potosí       | Víctor Hugo Andrada   | 10 de septiembre | Rescisión      | Andrés Marinangeli  | 18 de septiembre |
| FATIC             | Miguel Mendoza        | 3 de julio       | Rescisión      | Sergio Apaza        | 4 de julio       |
| Ciclón            | Milton Maygua         | 22 de julio      | Rescisión      | Abdón Reyes         | 24 de julio      |
| Totora Real Oruro | Denys Heredia         | 25 de septiembre | Rescisión      | Daniel Gómez        | 26 de septiembre |

## Fase regional

### Grupo 1 - Beni
| Equipo                 | Pts. | PJ | PG | PE | PP | GF | GC | DG  |
| ---------------------- | ---- | -- | -- | -- | -- | -- | -- | --- |
| Alianza Beni FC        | 25   | 10 | 8  | 1  | 1  | 25 | 9  | 16  |
| 3 de febrero           | 21   | 10 | 6  | 3  | 1  | 17 | 5  | 12  |
| San Lorenzo            | 16   | 10 | 4  | 4  | 2  | 29 | 15 | 14  |
| Universitario del Beni | 12   | 10 | 4  | 0  | 6  | 21 | 23 | -2  |
| Germán Busch           | 11   | 10 | 3  | 2  | 5  | 19 | 18 | -1  |
| BOR                    | 0    | 10 | 0  | 0  | 10 | 15 | 56 | -41 |

## Fase nacional

### Grupo A
| Equipo            | Pts. | PJ | PG | PE | PP | GF | GC | DG |
| ----------------- | ---- | -- | -- | -- | -- | -- | -- | -- |
| Nueva S. C.       | 13   | 6  | 4  | 1  | 1  | 13 | 6  | +7 |
| Olimpia Petrolero | 11   | 6  | 3  | 2  | 1  | 9  | 3  | +6 |
| Stormers          | 7    | 6  | 2  | 1  | 3  | 6  | 14 | -8 |
| Millonarios Vinto | 3    | 6  | 1  | 0  | 5  | 6  | 11 | -5 |

### Grupo B
| Equipo               | Pts. | PJ | PG | PE | PP | GF | GC | DG  |
| -------------------- | ---- | -- | -- | -- | -- | -- | -- | --- |
| Universitario (USFX) | 15   | 6  | 5  | 0  | 1  | 22 | 7  | +15 |
| Amanecer Vinto       | 11   | 6  | 3  | 2  | 1  | 15 | 9  | +6  |
| Ciclón               | 5    | 6  | 1  | 2  | 3  | 8  | 14 | -6  |
| El Tejar             | 2    | 6  | 0  | 2  | 4  | 9  | 24 | -15 |

### Grupo C
| Equipo              | Pts. | PJ | PG | PE | PP | GF | GC | DG  |
| ------------------- | ---- | -- | -- | -- | -- | -- | -- | --- |
| Alianza Beni        | 13   | 6  | 4  | 1  | 1  | 12 | 5  | +7  |
| Municipal Tiquipaya | 13   | 6  | 4  | 1  | 1  | 10 | 3  | +7  |
| Deportivo Alemán    | 7    | 6  | 2  | 1  | 3  | 5  | 6  | -1  |
| Moto Club           | 1    | 6  | 0  | 1  | 5  | 7  | 20 | -13 |

### Grupo D
| Equipo                | Pts. | PJ | PG | PE | PP | GF | GC | DG |
| --------------------- | ---- | -- | -- | -- | -- | -- | -- | -- |
| Ciudad Nueva S. C.    | 12   | 6  | 4  | 0  | 2  | 11 | 5  | +6 |
| Real Potosí           | 11   | 6  | 3  | 2  | 1  | 13 | 9  | +4 |
| FATIC                 | 5    | 6  | 2  | 1  | 3  | 9  | 10 | -1 |
| Universitario (UAJMS) | 2    | 6  | 1  | 1  | 4  | 9  | 18 | -9 |

### Grupo E
| Equipo            | Pts. | PJ | PG | PE | PP | GF | GC | DG |
| ----------------- | ---- | -- | -- | -- | -- | -- | -- | -- |
| Oruro Royal       | 12   | 6  | 4  | 0  | 2  | 15 | 16 | -1 |
| Totora Real Oruro | 11   | 6  | 3  | 2  | 1  | 13 | 7  | +6 |
| Destroyers        | 6    | 6  | 1  | 3  | 2  | 9  | 8  | -1 |
| Río San Juan Humi | 3    | 6  | 0  | 3  | 3  | 8  | 14 | -6 |

### Grupo F
| Equipo                   | Pts. | PJ | PG | PE | PP | GF | GC | DG  |
| ------------------------ | ---- | -- | -- | -- | -- | -- | -- | --- |
| ABB                      | 11   | 6  | 3  | 2  | 1  | 19 | 11 | +8  |
| 3 de Febrero FC          | 10   | 6  | 3  | 1  | 2  | 14 | 10 | +4  |
| Wilstermann Cooperativas | 8    | 6  | 1  | 5  | 0  | 8  | 7  | -1  |
| Vaca Díez                | 2    | 6  | 0  | 2  | 4  | 3  | 16 | -13 |

## Fase final
|  | Octavos de final                                     | Octavos de final                                     | Octavos de final                                     | Octavos de final                                     | Octavos de final                                     |   |       | Cuartos de final                    | Cuartos de final                    | Cuartos de final                    | Cuartos de final                    | Cuartos de final                    |  |   | Semifinales                                    | Semifinales                                    | Semifinales                                    | Semifinales                                    | Semifinales                                    |  |   | Final                                 | Final                                 | Final                                 | Final                                 | Final                                 |  |
|  | 30 de nov. y 1 de dic. (ida) 8 de diciembre (vuelta) | 30 de nov. y 1 de dic. (ida) 8 de diciembre (vuelta) | 30 de nov. y 1 de dic. (ida) 8 de diciembre (vuelta) | 30 de nov. y 1 de dic. (ida) 8 de diciembre (vuelta) | 30 de nov. y 1 de dic. (ida) 8 de diciembre (vuelta) |   |       | 6 de nov. (ida) 10 de nov. (vuelta) | 6 de nov. (ida) 10 de nov. (vuelta) | 6 de nov. (ida) 10 de nov. (vuelta) | 6 de nov. (ida) 10 de nov. (vuelta) | 6 de nov. (ida) 10 de nov. (vuelta) |  |   | 15 y 16 de nov. (ida) 23 y 24 de nov. (vuelta) | 15 y 16 de nov. (ida) 23 y 24 de nov. (vuelta) | 15 y 16 de nov. (ida) 23 y 24 de nov. (vuelta) | 15 y 16 de nov. (ida) 23 y 24 de nov. (vuelta) | 15 y 16 de nov. (ida) 23 y 24 de nov. (vuelta) |  |   | 28 de nov. (ida) y 1 de dic. (vuelta) | 28 de nov. (ida) y 1 de dic. (vuelta) | 28 de nov. (ida) y 1 de dic. (vuelta) | 28 de nov. (ida) y 1 de dic. (vuelta) | 28 de nov. (ida) y 1 de dic. (vuelta) |  |
|  |                                                      |                                                      |                                                      |                                                      |                                                      |   |       |                                     |                                     |                                     |                                     |                                     |  |   |                                                |                                                |                                                |                                                |                                                |  |   |                                       |                                       |                                       |                                       |                                       |  |
|  |                                                      |                                                      |                                                      |                                                      |                                                      |   |       |                                     |                                     |                                     |                                     |                                     |  |   |                                                |                                                |                                                |                                                |                                                |  |   |                                       |                                       |                                       |                                       |                                       |  |
|  | 3                                                    | FATIC                                                | 0                                                    | 2                                                    | 2                                                    |   |       |                                     |                                     |                                     |                                     |                                     |  |   |                                                |                                                |                                                |                                                |                                                |  |   |                                       |                                       |                                       |                                       |                                       |  |
|  | 3                                                    | FATIC                                                | 0                                                    | 2                                                    | 2                                                    |   |       |                                     |                                     |                                     |                                     |                                     |  |   |                                                |                                                |                                                |                                                |                                                |  |   |                                       |                                       |                                       |                                       |                                       |  |
|  | 19                                                   | Universitario (USFX)                                 | 4                                                    | 2                                                    | 6                                                    |   |       |                                     |                                     |                                     |                                     |                                     |  |   |                                                |                                                |                                                |                                                |                                                |  |   |                                       |                                       |                                       |                                       |                                       |  |
|  | 19                                                   | Universitario (USFX)                                 | 4                                                    | 2                                                    | 6                                                    |   | 28    | Olimpia Petrolero                   | 3                                   | 2                                   | 5 (3)                               |                                     |  |   |                                                |                                                |                                                |                                                |                                                |  |   |                                       |                                       |                                       |                                       |                                       |  |
|  |                                                      |                                                      |                                                      |                                                      |                                                      |   | 28    | Olimpia Petrolero                   | 3                                   | 2                                   | 5 (3)                               |                                     |  |   |                                                |                                                |                                                |                                                |                                                |  |   |                                       |                                       |                                       |                                       |                                       |  |
|  |                                                      |                                                      | 4                                                    | Universitario (USFX)                                 | 0                                                    | 5 | 5 (5) |                                     |                                     |                                     |                                     |                                     |  |   |                                                |                                                |                                                |                                                |                                                |  |   |                                       |                                       |                                       |                                       |                                       |  |
|  | 6                                                    | Olimpia Petrolero                                    | 4                                                    | Universitario (USFX)                                 | 0                                                    | 5 | 5 (5) | 5                                   | 5                                   | 10                                  |                                     |                                     |  |   |                                                |                                                |                                                |                                                |                                                |  |   |                                       |                                       |                                       |                                       |                                       |  |
|  | 6                                                    | Olimpia Petrolero                                    |                                                      |                                                      |                                                      |   |       |                                     |                                     | 10                                  |                                     |                                     |  |   |                                                |                                                |                                                |                                                |                                                |  |   |                                       |                                       |                                       |                                       |                                       |  |
|  | 22                                                   | Amanecer Vinto                                       | 0                                                    | 1                                                    | 1                                                    |   |       |                                     |                                     |                                     |                                     |                                     |  |   |                                                |                                                |                                                |                                                |                                                |  |   |                                       |                                       |                                       |                                       |                                       |  |
|  | 22                                                   | Amanecer Vinto                                       | 0                                                    | 1                                                    | 1                                                    |   |       |                                     |                                     |                                     |                                     |                                     |  | 3 | Totora Real Oruro                              | 2                                              | 2                                              | 4                                              |                                                |  |   |                                       |                                       |                                       |                                       |                                       |  |
|  |                                                      |                                                      |                                                      |                                                      |                                                      |   |       |                                     |                                     |                                     |                                     |                                     |  | 3 | Totora Real Oruro                              | 2                                              | 2                                              | 4                                              |                                                |  |   |                                       |                                       |                                       |                                       |                                       |  |
|  |                                                      |                                                      | 28                                                   | Universitario (USFX)                                 | 2                                                    | 1 | 3     |                                     |                                     |                                     |                                     |                                     |  |   |                                                |                                                |                                                |                                                |                                                |  |   |                                       |                                       |                                       |                                       |                                       |  |
|  | 4                                                    | Totora Real Oruro                                    | 28                                                   | Universitario (USFX)                                 | 2                                                    | 1 | 3     | 2                                   | 0                                   | 2                                   |                                     |                                     |  |   |                                                |                                                |                                                |                                                |                                                |  |   |                                       |                                       |                                       |                                       |                                       |  |
|  | 4                                                    | Totora Real Oruro                                    |                                                      |                                                      |                                                      |   |       |                                     |                                     | 2                                   |                                     |                                     |  |   |                                                |                                                |                                                |                                                |                                                |  |   |                                       |                                       |                                       |                                       |                                       |  |
|  | 20                                                   | Municipal Tiquipaya                                  | 1                                                    | 0                                                    | 1                                                    |   |       |                                     |                                     |                                     |                                     |                                     |  |   |                                                |                                                |                                                |                                                |                                                |  |   |                                       |                                       |                                       |                                       |                                       |  |
|  | 20                                                   | Municipal Tiquipaya                                  | 1                                                    | 0                                                    | 1                                                    |   | 3     | Totora Real Oruro                   | 4                                   | 0                                   | 4                                   |                                     |  |   |                                                |                                                |                                                |                                                |                                                |  |   |                                       |                                       |                                       |                                       |                                       |  |
|  |                                                      |                                                      |                                                      |                                                      |                                                      |   | 3     | Totora Real Oruro                   | 4                                   | 0                                   | 4                                   |                                     |  |   |                                                |                                                |                                                |                                                |                                                |  |   |                                       |                                       |                                       |                                       |                                       |  |
|  |                                                      |                                                      | 6                                                    | Nueva Santa Cruz                                     | 0                                                    | 2 | 2     |                                     |                                     |                                     |                                     |                                     |  |   |                                                |                                                |                                                |                                                |                                                |  |   |                                       |                                       |                                       |                                       |                                       |  |
|  | 12                                                   | 3 de Febrero FC                                      | 6                                                    | Nueva Santa Cruz                                     | 0                                                    | 2 | 2     | 1                                   | 1                                   | 2                                   |                                     |                                     |  |   |                                                |                                                |                                                |                                                |                                                |  |   |                                       |                                       |                                       |                                       |                                       |  |
|  | 12                                                   | 3 de Febrero FC                                      |                                                      |                                                      |                                                      |   |       |                                     |                                     | 2                                   |                                     |                                     |  |   |                                                |                                                |                                                |                                                |                                                |  |   |                                       |                                       |                                       |                                       |                                       |  |
|  | 28                                                   | Nueva Santa Cruz                                     | 2                                                    | 5                                                    | 7                                                    |   |       |                                     |                                     |                                     |                                     |                                     |  |   |                                                |                                                |                                                |                                                |                                                |  |   |                                       |                                       |                                       |                                       |                                       |  |
|  | 28                                                   | Nueva Santa Cruz                                     | 2                                                    | 5                                                    | 7                                                    |   |       |                                     |                                     |                                     |                                     |                                     |  |   |                                                |                                                |                                                |                                                |                                                |  | 3 | Totora Real Oruro                     | 2                                     | 0                                     | 2                                     |                                       |  |
|  |                                                      |                                                      |                                                      |                                                      |                                                      |   |       |                                     |                                     |                                     |                                     |                                     |  |   |                                                |                                                |                                                |                                                |                                                |  | 3 | Totora Real Oruro                     | 2                                     | 0                                     | 2                                     |                                       |  |
|  |                                                      |                                                      | 8                                                    | ABB                                                  | 0                                                    | 3 | 3     |                                     |                                     |                                     |                                     |                                     |  |   |                                                |                                                |                                                |                                                |                                                |  |   |                                       |                                       |                                       |                                       |                                       |  |
|  | 8                                                    | Stormers                                             | 8                                                    | ABB                                                  | 0                                                    | 3 | 3     | 1                                   | 0                                   | 1                                   |                                     |                                     |  |   |                                                |                                                |                                                |                                                |                                                |  |   |                                       |                                       |                                       |                                       |                                       |  |
|  | 8                                                    | Stormers                                             |                                                      |                                                      |                                                      |   |       |                                     |                                     | 1                                   |                                     |                                     |  |   |                                                |                                                |                                                |                                                |                                                |  |   |                                       |                                       |                                       |                                       |                                       |  |
|  | 9                                                    | ABB                                                  | 6                                                    | 6                                                    | 12                                                   |   |       |                                     |                                     |                                     |                                     |                                     |  |   |                                                |                                                |                                                |                                                |                                                |  |   |                                       |                                       |                                       |                                       |                                       |  |
|  | 9                                                    | ABB                                                  | 6                                                    | 6                                                    | 12                                                   |   | 8     | ABB                                 | 3                                   | 1                                   | 4                                   |                                     |  |   |                                                |                                                |                                                |                                                |                                                |  |   |                                       |                                       |                                       |                                       |                                       |  |
|  |                                                      |                                                      |                                                      |                                                      |                                                      |   | 8     | ABB                                 | 3                                   | 1                                   | 4                                   |                                     |  |   |                                                |                                                |                                                |                                                |                                                |  |   |                                       |                                       |                                       |                                       |                                       |  |
|  |                                                      |                                                      | 17                                                   | Ciudad Nueva S. C. Academia FC                       | 0                                                    | 2 | 2     |                                     |                                     |                                     |                                     |                                     |  |   |                                                |                                                |                                                |                                                |                                                |  |   |                                       |                                       |                                       |                                       |                                       |  |
|  | 1                                                    | Wilstermann Cooperativas                             | 17                                                   | Ciudad Nueva S. C. Academia FC                       | 0                                                    | 2 | 2     | 3                                   | 0                                   | 3                                   |                                     |                                     |  |   |                                                |                                                |                                                |                                                |                                                |  |   |                                       |                                       |                                       |                                       |                                       |  |
|  | 1                                                    | Wilstermann Cooperativas                             |                                                      |                                                      |                                                      |   |       |                                     |                                     | 3                                   |                                     |                                     |  |   |                                                |                                                |                                                |                                                |                                                |  |   |                                       |                                       |                                       |                                       |                                       |  |
|  | 17                                                   | Ciudad Nueva S. C. Academia FC                       | 0                                                    | 4                                                    | 4                                                    |   |       |                                     |                                     |                                     |                                     |                                     |  |   |                                                |                                                |                                                |                                                |                                                |  |   |                                       |                                       |                                       |                                       |                                       |  |
|  | 17                                                   | Ciudad Nueva S. C. Academia FC                       | 0                                                    | 4                                                    | 4                                                    |   |       |                                     |                                     |                                     |                                     |                                     |  | 8 | ABB                                            | 8                                              | 1                                              | 9                                              |                                                |  |   |                                       |                                       |                                       |                                       |                                       |  |
|  |                                                      |                                                      |                                                      |                                                      |                                                      |   |       |                                     |                                     |                                     |                                     |                                     |  | 8 | ABB                                            | 8                                              | 1                                              | 9                                              |                                                |  |   |                                       |                                       |                                       |                                       |                                       |  |
|  |                                                      |                                                      | 31                                                   | Alianza Beni                                         | 0                                                    | 3 | 3     |                                     |                                     |                                     |                                     |                                     |  |   |                                                |                                                |                                                |                                                |                                                |  |   |                                       |                                       |                                       |                                       |                                       |  |
|  | 10                                                   | Real Potosí                                          | 31                                                   | Alianza Beni                                         | 0                                                    | 3 | 3     | 3                                   | 0                                   | 3 (4)                               |                                     |                                     |  |   |                                                |                                                |                                                |                                                |                                                |  |   |                                       |                                       |                                       |                                       |                                       |  |
|  | 10                                                   | Real Potosí                                          |                                                      |                                                      |                                                      |   |       |                                     |                                     | 3 (4)                               |                                     |                                     |  |   |                                                |                                                |                                                |                                                |                                                |  |   |                                       |                                       |                                       |                                       |                                       |  |
|  | 26                                                   | Alianza Beni                                         | 1                                                    | 2                                                    | 3 (5)                                                |   |       |                                     |                                     |                                     |                                     |                                     |  |   |                                                |                                                |                                                |                                                |                                                |  |   |                                       |                                       |                                       |                                       |                                       |  |
|  | 26                                                   | Alianza Beni                                         | 1                                                    | 2                                                    | 3 (5)                                                |   | 10    | Oruro Royal                         | 3                                   | 0                                   | 3                                   |                                     |  |   |                                                |                                                |                                                |                                                |                                                |  |   |                                       |                                       |                                       |                                       |                                       |  |
|  |                                                      |                                                      |                                                      |                                                      |                                                      |   | 10    | Oruro Royal                         | 3                                   | 0                                   | 3                                   |                                     |  |   |                                                |                                                |                                                |                                                |                                                |  |   |                                       |                                       |                                       |                                       |                                       |  |
|  |                                                      |                                                      | 31                                                   | Alianza Beni                                         | 1                                                    | 5 | 6     |                                     |                                     |                                     |                                     |                                     |  |   |                                                |                                                |                                                |                                                |                                                |  |   |                                       |                                       |                                       |                                       |                                       |  |
|  | 18                                                   | Deportivo Alemán                                     | 31                                                   | Alianza Beni                                         | 1                                                    | 5 | 6     | 0                                   | 1                                   | 1                                   |                                     |                                     |  |   |                                                |                                                |                                                |                                                |                                                |  |   |                                       |                                       |                                       |                                       |                                       |  |
|  | 18                                                   | Deportivo Alemán                                     |                                                      |                                                      |                                                      |   |       |                                     |                                     | 1                                   |                                     |                                     |  |   |                                                |                                                |                                                |                                                |                                                |  |   |                                       |                                       |                                       |                                       |                                       |  |
|  | 31                                                   | Oruro Royal                                          | 3                                                    | 5                                                    | 8                                                    |   |       |                                     |                                     |                                     |                                     |                                     |  |   |                                                |                                                |                                                |                                                |                                                |  |   |                                       |                                       |                                       |                                       |                                       |  |
|  | 31                                                   | Oruro Royal                                          | 3                                                    | 5                                                    | 8                                                    |   |       |                                     |                                     |                                     |                                     |                                     |  |   |                                                |                                                |                                                |                                                |                                                |  |   |                                       |                                       |                                       |                                       |                                       |  |
|  |                                                      |                                                      |                                                      |                                                      |                                                      |   |       |                                     |                                     |                                     |                                     |                                     |  |   |                                                |                                                |                                                |                                                |                                                |  |   |                                       |                                       |                                       |                                       |                                       |  |

Nota: En las series a dos partidos, el equipo que ocupa la primera línea es el que define como local.

### Cuartos de final
| 6 de noviembre, 15:00 (UTC-4) | Petrolero Olimpia                                                    | 3:0 (0:0) | Universitario (USFX) | Federico Ibarra, Yacuiba  |                           |
|                               | Denilson Fernández 25' · Saúl Severiche 46' (a.g.) · Alejo Fazio 78' |           |                      | Árbitro(s): Ronald Mamani | Árbitro(s): Ronald Mamani |

| 10 de noviembre, 17:00 (UTC-4) | Universitario (USFX)                                                                                    | 5:2 (2:0) (5:3 p.)         | Petrolero Olimpia                         | Olímpico Patria, Sucre    |                           |
|                                | Fernando Rodríguez 34' (pen.) · Matías Gonsales 40', 60' · Kevin Torres 72' (pen.) · Lucas Revuelta 75' |                            | Franco Castillo 20' · Rollyn Supayabe 81' | Árbitro(s): Ramiro Ticona | Árbitro(s): Ramiro Ticona |
|                                | | Tiros desde el punto penal |                                           |                           |                           |
|                                | Godoy · Ríos · Rodríguez · C. Ríos · Torres                                                             |                            | Fazio · Flores · Rodríguez ·              |                           |                           |

| 6 de noviembre, 15:00 (UTC-4) | Totora Real Oruro                                                                  | 4:0 (0:0) | Nueva Santa Cruz | Jesús Bermúdez, Oruro    |                          |
|                               | Pedro Moreira 38' · Yonar Tenorio 46' · Juan Pablo Gómez 71' · Moisés Sheylams 89' |           |                  | Árbitro(s): Gustavo Vera | Árbitro(s): Gustavo Vera |

| 9 de noviembre, 15:00 (UTC-4) | Nueva Santa Cruz                          | 2:0 (0:0) | Totora Real Oruro | Samuel Vaca Jiménez, Warnes |                         |
|                               | Alan Siles 46' · Luis Zeballos 77' (pen.) |           |                   | Árbitro(s): Juan Huanca     | Árbitro(s): Juan Huanca |

| 6 de noviembre, 15:00 (UTC-4) | ABB                                              | 3:0 (0:0) | Ciudad Nueva S. C. Academia | Municipal de El Alto, El Alto |                            |
|                               | Alejandro Cervantes 13' (pen.) · Jean Riasco 45' |           |                             | Árbitro(s): Bladimir Rueda    | Árbitro(s): Bladimir Rueda |

| 10 de noviembre, 15:00 (UTC-4) | Ciudad Nueva S. C. Academia           | 2:1 (0:0) | ABB          | Samuel Vaca Jiménez, Warnes |                           |
|                                | Juan Fajardo 45+2' · Johan Montes 46' |           | Gary Rea 23' | Árbitro(s): Carlos García   | Árbitro(s): Carlos García |

| 7 de noviembre, 15:00 (UTC-4) | Oruro Royal                                            | 3:1 (0:0) | Alianza Beni                  | Jesús Bermúdez, Oruro      |                            |
|                               | Ulises Navarro 23', 67' · Cristián Bellucci 89' (pen.) |           | Juan Carlos Robles 87' (pen.) | Árbitro(s): Renán Castillo | Árbitro(s): Renán Castillo |

| 10 de noviembre, 15:00 (UTC-4) | Alianza Beni                                                                                  | 5:0 (0:0) | Oruro Royal | Gran Mamoré, Oruro          |                             |
|                                | Danni Zabala 10' · Juan Carlos Robles 45+1' (pen.) · Amir Bejarano 61' · Fabio Vidal 69', 81' |           |             | Árbitro(s): Luis Villarroel | Árbitro(s): Luis Villarroel |

### Semifinales
| 16 de noviembre, 15:00 (UTC-4) | Totora Real Oruro                               | 2:2 (0:0) | Universitario (USFX) | Jesús Bermúdez, Oruro    |                          |
|                                | Juan Pablo Gómez 7' · Alexis Bravo 90+4' (pen.) |           | Marco Ríos 41', 63'  | Árbitro(s): Hostin Prado | Árbitro(s): Hostin Prado |

| 23 de noviembre, 17:00 (UTC-4) | Universitario (USFX) | 1:2 (2:0) | Totora Real Oruro            | Olímpico Patria, Sucre   |                          |
|                                | Santo Granja 47'     |           | Alexis Bravo 60', 69' (pen.) | Árbitro(s): Jordy Alemán | Árbitro(s): Jordy Alemán |

| 15 de noviembre, 15:00 (UTC-4) | ABB                                                                                          | 8:0 (0:0) | Alianza Beni | Municipal de El Alto, El Alto |                          |
|                                | Randy Barros 43' · Bryan Espinoza 45+1', 54', 76' · Gary Rea 65', 68' · Kevin Romay 73', 90' |           |              | Árbitro(s): Hostin Prado      | Árbitro(s): Hostin Prado |

| 24 de noviembre, 15:00 (UTC-4) | Alianza Beni                                                | 3:1 | ABB          | Gran Mamoré, Trinidad     |                           |
|                                | Leonardo Durán 1' · Fabio Vidal 28' · Cristian Cuesta 90+6' |     | Gary Rea 54' | Árbitro(s): Miguel Vargas | Árbitro(s): Miguel Vargas |

### Final
| 28 de noviembre, 15:00 (UTC-4) | Totora Real Oruro                         | 2:0 (0:0) | ABB | Jesús Bermúdez, Oruro  |                        |
|                                | Francisco Ojeda 75' · William Velasco 82' |           |     | Árbitro(s): Ivo Méndez | Árbitro(s): Ivo Méndez |

| 1 de diciembre, 15:00 (UTC-4) | ABB                                                       | 3:0 (2:0) | Totora Real Oruro | Municipal de El Alto, El Alto |                          |
|                               | Jean Riasco 2' · Juan Vedia 23' · Alejandro Cervantes 36' |           |                   | Árbitro(s): Hostin Prado      | Árbitro(s): Hostin Prado |

|                                                                                   |
|                                                                                   |
| Campeón ABB 1.er título de Copa Simón Bolívar Ascendió a la Primera División 2025 |

## Play-off de ascenso y descenso indirecto
El penúltimo equipo ubicado en la tabla acumulada de la División Profesional, Royal Pari, se enfrentó al subcampeón de la Copa Simón Bolívar que fue Real Oruro, a ida y vuelta.
| Ida; 21 de diciembre | Royal Pari                                     | 4 – 0   | Real Oruro | Estadio Ramón Aguilera Costas, Santa Cruz de la Sierra |                        |
| 15:00 (UTC-4)        | - Gil 8' - Zurita 16' - Alves 23' - Moreno 59' | Reporte |            | Árbitro(s): Bruno Vera                                 | Árbitro(s): Bruno Vera |

| Vuelta; 23 de diciembre | Real Oruro                                          | Abandonado | Royal Pari | Estadio Jesús Bermúdez, Oruro |                             |
| 15:00 (UTC-4) | - Bravo 9' - Pérez 34' (a.g.) - Gustavo Ribeiro 38' | Reporte    |            | Árbitro(s): Gabriel Mendoza   | Árbitro(s): Gabriel Mendoza |
| El partido de vuelta se abandonó después de 81 minutos de juego con Totora Real Oruro liderando 3-0 cuando los jugadores de Royal Pari se retiraron del campo. El 6 de enero de 2025, el Tribunal de Disciplina Deportiva de la FBF dictaminó la exclusión de Royal Pari de la competición debido a lo ocurrido en el partido de vuelta, es decir que Totora Real Oruro ascendió a la División Profesional y Royal Pari descendió al Campeonato de la Asociación de Fútbol de Santa Cruz. |                                                     |            |            |                               |                             |

- Royal Pari descendió a la Asociación Cruceña de Fútbol, mientras que Real Oruro ascendió a la División Profesional de Bolivia.